# Mário Rui
Mário Rui Silva Duarte (Sines, Distrito de Setúbal, 27 de mayo de 1991), conocido solo como Mário Rui, es un futbolista portugués. Juega como defensa y se encuentra sin equipo tras dejar la S. S. C. Napoli.

## Trayectoria
Se formó en las categorías inferiores de Sporting de Lisboa, Valencia C. F. y S. L. Benfica. Debutó como profesional en el C. D. Fatima de la Segunda Liga portuguesa, cedido por el Benfica.
En el verano de 2011 fichó por el Parma F. C. El club italiano lo cedió al Gubbio, con el que debutó en Serie B el 10 de septiembre siguiente, ante Reggina. Concluyó su primera temporada en Italia con 31 presencias y 2 goles. El año siguiente fue cedido al Spezia, recién ascendido a la Serie B.
En 2014 el Empoli F. C. adquirió la totalidad de su ficha. Su debut en la Serie A se produjo el 31 de agosto, en el partido de local contra el Udinese Calcio, sustituyendo a Hysaj en el minuto 21 de la segunda parte. Con el club toscano totalizó 101 presencias.
El 8 de julio de 2016 fue cedido a la A. S. Roma. El 30 de julio siguiente, durante un entrenamiento en Boston, se lesionó el ligamento cruzado anterior de la rodilla izquierda, y pudo debutar con la camiseta giallorossa sólo el 19 de enero de 2017, en los octavos de final de Copa Italia ante la U. C. Sampdoria. Al final de la temporada, el club romanista adquirió la totalidad de su ficha.
El 13 de julio de 2017 pasó a la S. S. C. Napoli con una cesión con obligación de compra. Debutó el 1 de octubre siguiente contra el Cagliari Calcio, sustituyendo a Ghoulam en el minuto 85. Su debut en la Liga de Campeones de la UEFA se produjo el 21 de noviembre, reemplazando a Zieliński contra el Shajtar Donetsk. Realizó su primer gol en Serie A el 10 de febrero de 2018 contra la S. S. Lazio (4 a 1 para los napolitanos). El 26 de febrero marcó otro gol en el minuto 91 contra el Cagliari (5 a 0 para el Napoli). Permaneció con los azzurri también en las temporadas siguientes, a pesar de la marcha de Maurizio Sarri y de varios cambios en el banquillo, por el que pasaron Carlo Ancelotti, Gennaro Gattuso (con el que tuvo algunas tensiones, pese a la victoria en la Copa Italia) y Luciano Spalletti, su antiguo entrenador en la Roma. El 4 de mayo de 2023, gracias al empate del Nápoles contra el Udinese (1-1), ganó -como vicecapitán- el primer Scudetto de su carrera, distinguiéndose por su elevado número de asistencias de gol a lo largo de la temporada. Dejó el club el 30 de diciembre de 2024 tras llegar a un acuerdo para la rescisión de su contrato.

## Selección nacional
Es internacional con la selección de Portugal desde 2018. El 17 de mayo de ese mismo año el seleccionador Fernando Santos lo incluyó en la lista de 23 para el Mundial.

### Participaciones en Copas del Mundo
| Mundial                        | Sede     | Resultado        | Partidos | Goles |
| ------------------------------ | -------- | ---------------- | -------- | ----- |
| Copa Mundial Sub-20 de 2011    | Colombia | Subcampeón       | 5        | 1     |
| Copa Mundial de Fútbol de 2018 | Rusia    | Octavos de final | 0        | 0     |

## Estadísticas

### Clubes
Actualizado al último partido disputado el 14 de abril de 2024.
| Club                     | Div.          | Temporada     | Liga  | Liga  | Copas nacionales | Copas nacionales | Copas internacionales | Copas internacionales | Total | Total |
| Club                     | Div.          | Temporada     | Part. | Goles | Part.            | Goles            | Part.                 | Goles                 | Part. | Goles |
| ------------------------ | ------------- | ------------- | ----- | ----- | ---------------- | ---------------- | --------------------- | --------------------- | ----- | ----- |
| C. D. Fátima Portugal    | 2.ª           | 2010-11       | 25    | 1     | 4                | 0                | ―                     | ―                     | 29    | 1     |
| C. D. Fátima Portugal    | Total club    | Total club    | 25    | 1     | 4                | 0                | 0                     | 0                     | 29    | 1     |
| A. S. Gubbio · Italia    | 2.ª           | 2011-12       | 31    | 2     | 1                | 0                | ―                     | ―                     | 32    | 2     |
| A. S. Gubbio · Italia    | Total club    | Total club    | 31    | 2     | 1                | 0                | 0                     | 0                     | 32    | 2     |
| Spezia Calcio · Italia   | 2.ª           | 2012-13       | 23    | 0     | 1                | 0                | ―                     | ―                     | 24    | 0     |
| Spezia Calcio · Italia   | Total club    | Total club    | 23    | 0     | 1                | 0                | 0                     | 0                     | 24    | 0     |
| Empoli F. C. · Italia    | 2.ª           | 2013-14       | 26    | 0     | 1                | 0                | ―                     | ―                     | 27    | 0     |
| Empoli F. C. · Italia    | 1.ª           | 2014-15       | 34    | 0     | 3                | 0                | ―                     | ―                     | 37    | 0     |
| Empoli F. C. · Italia    | 1.ª           | 2015-16       | 36    | 0     | 1                | 0                | ―                     | ―                     | 37    | 0     |
| Empoli F. C. · Italia    | Total club    | Total club    | 96    | 0     | 5                | 0                | 0                     | 0                     | 101   | 0     |
| A. S. Roma · Italia      | 1.ª           | 2016-17       | 5     | 0     | 2                | 0                | 2                     | 0                     | 9     | 0     |
| A. S. Roma · Italia      | Total club    | Total club    | 5     | 0     | 2                | 0                | 2                     | 0                     | 9     | 0     |
| S. S. C. Napoli · Italia | 1.ª           | 2017-18       | 25    | 2     | 1                | 0                | 4                     | 0                     | 30    | 2     |
| S. S. C. Napoli · Italia | 1.ª           | 2018-19       | 20    | 1     | 1                | 0                | 10                    | 0                     | 31    | 1     |
| S. S. C. Napoli · Italia | 1.ª           | 2019-20       | 24    | 0     | 4                | 0                | 7                     | 0                     | 35    | 0     |
| S. S. C. Napoli · Italia | 1.ª           | 2020-21       | 27    | 0     | 3                | 0                | 6                     | 0                     | 36    | 0     |
| S. S. C. Napoli · Italia | 1.ª           | 2021-22       | 34    | 0     | 0                | 0                | 5                     | 0                     | 39    | 0     |
| S. S. C. Napoli · Italia | 1.ª           | 2022-23       | 22    | 0     | 0                | 0                | 6                     | 0                     | 28    | 0     |
| S. S. C. Napoli · Italia | 1.ª           | 2023-24       | 21    | 0     | 3                | 0                | 4                     | 0                     | 28    | 0     |
| S. S. C. Napoli · Italia | 1.ª           | 2024-25       | 0     | 0     | 0                | 0                | —                     | —                     | 0     | 0     |
| S. S. C. Napoli · Italia | Total club    | Total club    | 173   | 1     | 12               | 0                | 42                    | 0                     | 227   | 3     |
| Total carrera            | Total carrera | Total carrera | 353   | 6     | 25               | 0                | 44                    | 0                     | 422   | 6     |
| 1. 2.                    |               |               |       |       |                  |                  |                       |                       |       |       |

## Palmarés

### Campeonatos nacionales
| Título      | Club            | País   | Año     |
| ----------- | --------------- | ------ | ------- |
| Copa Italia | S. S. C. Napoli | Italia | 2019-20 |
| Serie A     | S. S. C. Napoli | Italia | 2022-23 |

### Campeonatos internacionales
| Título                      | Club (*)              | País     | Año  |
| --------------------------- | --------------------- | -------- | ---- |
| Liga de Naciones de la UEFA | Selección de Portugal | Portugal | 2019 |

(*) Incluyendo la selección.